# San Genaro (Santa Fe)
San Genaro is een plaats in de Argentijnse provincie Santa Fe. De plaats telt 4.315 inwoners.